# Cercospora melongenae
Cercospora melongenae är en svampart som beskrevs av Welles 1922. Cercospora melongenae ingår i släktet Cercospora och familjen Mycosphaerellaceae.   Inga underarter finns listade i Catalogue of Life.